# Saint-Agnan (Yonne)
 Saint-Agnan  es una comuna y población de Francia, en la región de Borgoña, departamento de Yonne, en el distrito de Sens y cantón de Pont-sur-Yonne. Está integrada en la Communauté de communes Gâtinais en Bourgogne .

## Demografía
Su población en el censo de 1999 era de 774 habitantes.
| 190 | 179 | 208 | 331 | 727 | 774 |
| Para los censos de 1962 a 1999 la población legal corresponde a la población sin duplicidades (Fuente: INSEE [Consultar]) |     |     |     |     |     |